# Károly Németh (judoka)
Károly Németh (ur. 10 listopada 1957 w Budapeszcie) – węgierski judoka. Olimpijczyk z Seulu 1988, gdzie zajął 34. miejsce w wadze półśredniej.
Siódmy na mistrzostwach świata w 1983; uczestnik zawodów w 1987. Startował w Pucharze Świata w 1991. Piąty na mistrzostwach Europy w 1987 roku.

## Letnie Igrzyska Olimpijskie 1988
| Konkurencja | Eliminacje               | Klas. końcowa |
| Konkurencja | Przeciwnik I             | Miejsce       |
| ----------- | ------------------------ | ------------- |
| 78 kg       | Walid Abdulhalim (EGY) P | 34.           |